# Имперский город
Имперский город (нем. Reichsstadt), Вольный имперский город (freie Reichsstädte) — в Священной Римской империи город, подчинённый непосредственно императору, то есть граждане города (горожане, Bürgerschaft) платили налоги с доходов не в казну местных земельных феодалов — князей и герцогов, а непосредственно сюзерену.
Первые Вольные имперские города возникли на королевских (императорских) землях. На начало XX века такими городами оставались Бремен, Любек и Гамбург. Вольный имперский город был независим и назывался государем, господином (Landesherr).

## История
В период средних веков на территории современной Западной Европы происходило государственное строительство тех или иных территорий. Образовывались многочисленные государства (княжества, герцогства и так далее), с различными названиями и под руководством различных феодалов (князья, рыцари, священнослужители и так далее), которые создавали свои союзы в борьбе друг с другом. Так появились так называемая Священная Римская империя, в которую вошли различные образования, в том числе и города и союзы городов. Союзы городов больше всего помогали городам освобождаться от власти западноевропейских феодалов, а пора для них процветания настала с XIII века.
С XV века вольные имперские города признали необходимыми членами имперского сейма, с правом голоса, подобно князьям. Вольные имперские города образовывали особую коллегию (Collegium der Reichsstädte), наряду со специальным советом курфюрстов (Kurfürstenrath) и советом имперских князей (Reichsfürstenrath).
Вольные имперские города входили в состав имперского союза государств на правах самостоятельных членов этого союза и пользовались своей верховною властью (Landeshoheit) в пределах своих округов (обыкновенно незначительных), за исключением ленных обязательств к императору.
Юридически делали различие между имперскими городами (нем. Reichsstädte) и свободными городами (нем. freie Städte). Свободные города прежде управлялись князем-епископом, но получили независимость от него в конце средних веков. Такими городами были Базель (1000 году), Вормс (1074 году), Майнц (1244 году, отменено в 1462 году), Страсбург (1272 году), Кёльн (1288 году) и Шпайер (1294 году). Хотя юридические детали со временем менялись, свободные города первоначально имели больше прав и привилегий, чем имперские города. Свободные города должны были только поддерживать императора во время крестовых походов и организовать свою собственную защиту (оборону), в то время как имперские города должны были также платить налоги императору и поставлять войска для его военных кампаний.
С XIII века вольные имперские города, согласно выкупленным у кайзера привилегиям (Reichsfreiheit), имели широкие права самоуправления, почти полную политическую самостоятельность.
В XV веке свободные города вместе с имперскими городами принимали участие в рейхстагах как сословие под общим названием «свободные и имперские города» (нем. Freie- und Reichsstädte), со временем в просторечии эта формула превратилась в «свободные имперские города» (в литературе встречаются словосочетание — «вольный имперский город»). В рейхстаге свободные и имперские города составляли отдельную палату — Совет имперских городов (нем. Reichsstädterat). При этом следует помнить, что один и тот же город мог быть представлен в Рейхстаге как имперский город и как одноимённый диоцез своим епископом. Например, Регенсбург был представлен на рейхстаге 1521 года имперским князем католическим епископом Регенсбурга, имперскими прелатами аббатом монастыря Святого Эммерама и аббатисами монастырей Нидермюнстер и Обермюнстер и имперским городом Регенсбург, муниципалитет которого был чисто лютеранским.
С XVII века начинается упадок вольных имперских городов. В XVIII столетии многие имперские города (около 100) предпочли отказаться от своих прав и свобод, или насильно были превращены в зависимые города (общины) от местных государей. В результате медиатизации и в связи с развалом Германо-Римской империи, в 1806 году, множество вольных имперских городов, потеряли свою свободу и права, и были включены в состав более крупных западноевропейских государств. В 1815 году, при образовании Германского Союза, вольными городами были объявлены: Любек, Франкфурт-на-Майне, Бремен и Гамбург.
После Австро-прусской войны 1866 года, когда Германский союз был уничтожен, Франкфурт-на-Майне, бывший на стороне Австрии, был присоединен к Пруссии, а Любек, Бремен и Гамбург сохранили свою независимость и в качестве вольных городов вошли в состав вновь образованного Северо-Германского Союза, а затем и Германской империи.

## Список свободных (вольных) и имперских городов
Статус имперского города мог быть дан или отнят, поэтому их число постоянно менялось. Наибольшее количество составило 83 города (как свободные (вольные) и имперские на Вормском рейхстаге 1521 года зарегистрированы 85 городов, однако несколько записей неправильны).
К 1800 году в Священной Римской империи Германской нации оставался 51 свободный (вольный) и имперский город:
| - Ахен - Аален, с 1360 года, причислялся к вольным имперским городам Швабского округа, до 25 февраля 1803 года; - Аугсбург, с 1276 года, свободный имперский город, по 1806 год; - Бад-Бухау - Бад-Вимпфен - Бад-Виндсхайм - Биберах-на-Рисе - Бопфинген - Бремен - Буххорн (теперь Фридрихсхафен) - Вайль-дер-Штадт - Вайсенбург в Баварии - Ванген - Вецлар - Вормс - Гамбург - Генгенбах | - Гинген-на-Бренце - Гослар - Динкельсбюль - Дортмунд - Исни - Кауфбойрен - Кемптен - Кёльн - Линдау - Лойткирх - Любек, с 1226 года, сделан на вечные времена вольным имперским городом - Мемминген, с XIII века, вольный имперский город, по 1802 год; - Мюльхаузен - Нёрдлинген - Нордхаузен - Нюрнберг - Оффенбург | - Пфуллендорф - Равенсбург - Регенсбург - Ройтлинген (Рейтлинген), в период с 1240 года, вольный имперский город, по 1802 год; - Ротенбург-об-дер-Таубер - Ротвайль - Ульм - Франкфурт-на-Майне - Фридберг - Хайльбронн - Халль при Кохер (теперь Швебиш-Халль) - Целль-на-Хармерсбахе - Швайнфурт - Швебиш-Гмюнд - Шпайер - Эсслинген-на-Неккаре - Юберлинген |  |

В 1815 году город Краков был объявлен «вольным, независимым и совершенно нейтральным городом, под покровительством России, Австрии и Пруссии», но в 1846 году он, по соглашению этих великих держав, был присоединен к владениям Австрии.
Нидерландский город Гронинген, самопровозгласивший себя свободным имперским городом, никогда официально не имел этого статуса.